# Aubertus van den Eede

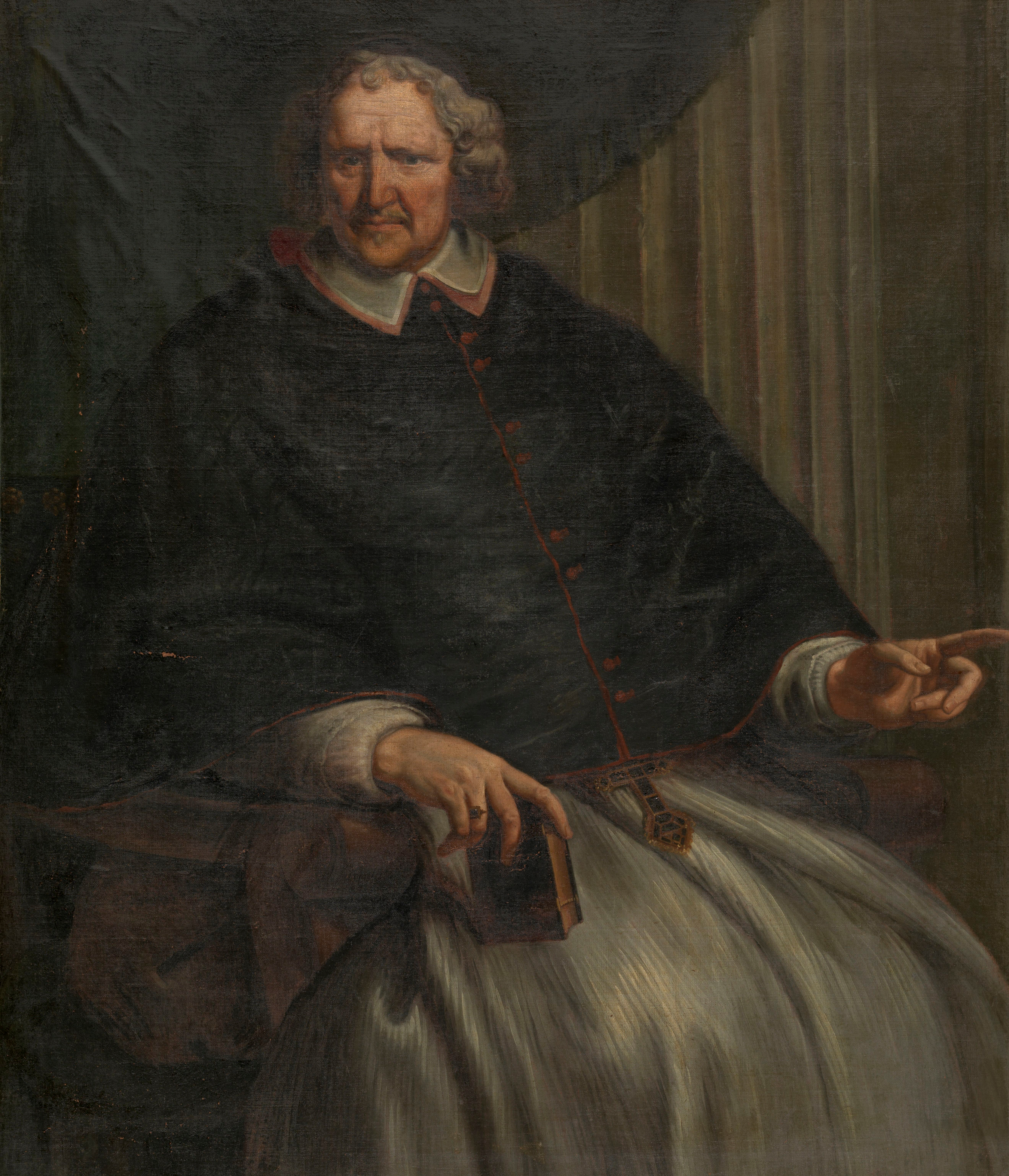
Portret van Aubertus van den Eede door Jan Erasmus Quellinus

Aubertus van den Eede (Brussel, parochie Sint-Goedele 16 maart 1603 - Antwerpen, 6 november 1678) was de achtste bisschop van Antwerpen. Zijn wapenspreuk was, spelend op zijn naam: Jure jurando (Met eed). 
Hij was de zoon van Ludovicus van den Eede en Elisabeth Le Mire, een zus van zijn voorganger Johannes Miraeus en het petekind van de historicus Aubertus Miraeus (Aubert Le Mire). Zijn vader was advocaat en stamde uit een familie van juristen. Op 16 november 1665 werd Aubertus van den Eede aartsdiaken van Antwerpen benoemd. Na het overlijden van bisschop Marius Ambrosius Capello in 1676 werd hij benoemd tot groot-vicaris. In oktober 1677 werd hij op 74-jarige leeftijd  uiteindelijk bisschop van Antwerpen. Van den Eede stierf nauwelijks een jaar later aan de "Antwerpse ziekte", een kwaadaardige griep die vrijwel alleen in de Scheldestad voorkwam en zo'n vijf- à zesduizend slachtoffers eiste.
- Gemeinsame Normdatei: 172624096
- International Standard Name Identifier: 0000 0001 1633 6455
- Library of Congress Control Number: n2002065249
- Nederlandse Thesaurus van Auteursnamen: 070239991
- Système universitaire de documentation: 192067621
- Virtual International Authority File: 46123837
- WorldCat: E39PBJhdbTHDrVTkPJjxFfbjmd